# Anchorman: A XXX Parody
Anchorman: A XXX Parody ist eine Porno-Parodie über Anchorman – Die Legende kehrt zurück.

## Handlung
Der hochkarätige Moderator Ron Burgundy (Jack Lawrence) hat seine Wurzeln von San Diego nach Los Angeles verlegt und er hat das gesamte Channel-4-News-Team mitgebracht. Leider sind auch Brian (Dale DaBone), Brick (Anthony Rosano) und Champ (Eric Masterson) arbeitslos. In dem Bemühen, ihre einstmals herausragenden Karrieren wieder aufzunehmen, müssen sich die Bande und ihr furchtloser Anführer mit der allseits beliebten Veronica Corningstone (Tasha Reign) und ihrer rein weiblichen Mannschaft verbünden.

## Produktion und Veröffentlichung
Der Film wurde von New Sensations Video produziert und vermarktet. Regie führte Eddie Powell und das Drehbuch schrieb Crystal D. Lite. Erstmals wurde der Film am 12. Juli 2011 in den Vereinigten Staaten veröffentlicht.

## Nominierungen
AVN Award 2012 für
- Best Actor: Steve Crest
- Best Director – Parody: Eddie Powell
- Best Parody: Comedy
- Best Screenplay – Parody: Crystal D. Lite

XBiz Awards 2012 für:
- Parody Release of the Year: Comedy
- Acting Performance of the Year: Male, Jack Lawrence